# NGC 3079
NGC 3079は、おおぐま座の方角に約5000万光年離れた位置にある棒渦巻銀河である。この銀河の際立った特徴は、中心付近に形成された「バブル」である。

## 中心のバブル
NGC 3079の中心に形成されたバブルは、幅3000光年で、銀河円盤の上方3500光年以上のところにあると考えられている。このバブルは、高速で流れる粒子からできており、爆発的な星形成をもたらしていると考えられている。このバブルは約100万年前に形成されたと考えられ、コンピュータモデリングによると、約1000万年毎にバブルが形成されるサイクルが進行していることが示唆されている。